# Герб Таганрога
Герб Таганрога — официальный символ города Таганрога, наряду с флагом, гимном и знаменем.

## Описание
Современный герб Таганрога утверждён Решением Городской Думы города Таганрога № 537 от 25 октября 2007 года.
Геральдическое описание (блазон) гласит:
Щит четверочастный с сердцевым щитком: в первой серебряной четверти – два лазоревых пояса; во второй пурпурной четверти – серебряный вензель Царя Петра I в виде литеры «П», внутри которой – римская литера «I», а слева– точка, сопровождаемый внизу серебряной надписью «1698»; в третьей лазоревой четверти – серебряный осетр в пояс; в четвертой серебряной четверти – золотой кадуцей поверх двух золотых положенных накрест золотых якорей (каждый о двух лапах) лапами вниз; в сердцевом щитке в золотом поле вписанный червленый уширенный крест.

## История

### Первые варианты

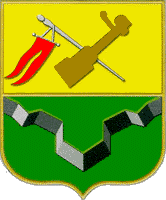
Герб Таганрога, 1776 г.

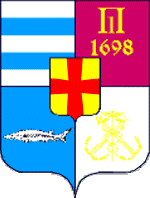
Герб Таганрога, 1808 г.

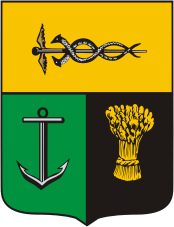
Герб Таганрога, 1811 г.

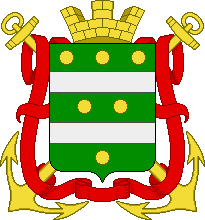
Герб Таганрога, 1859 г.

Первым "таганрогским" гербом был герб Таганрогского полка (1776), составленный герольдмейстером князем Щербатовым и внесенный в его знаменитый гербовник. Описание герба (современное):
"Щит пересечен. В верхней части, в золотом поле, крестообразно положены деревянный морской киль натурального цвета и вымпел, красный на серебряном флагштоке. В нижней части, в зелёном поле, серебряный силуэт части крепости, от верхних углов к низу".
"Верхняя часть герба (киль и вымпел) говорит о том, что город является военно-морской базой флота; а нижняя часть - что он является крепостью.
Герб Таганрога утверждён императором Александром I 15 (по новому стилю 27) апреля 1808 года Именным Указом №22964 ("Полное собрание законов Российской Империи, Т. 30). Описание герба: 
«Герб Таганрогский представляет щит, разделённый на четыре части; из коих в первой в серебряном поле, разрезанном двумя голубыми полосами, означаются реки Дон и Миус; во второй, в пурпуровом поле вензеловое Его Величества блаженныя памяти и вечныя славы достойнаго Государя Императора Петра I-го имя и год основания Таганрога 1698; в третьем, в серебряном поле два золотые якоря, положенные крестообразно, и на них кадуцей или Меркуриев жезл; В четвёртом, в голубом поле, рыба Осётр; в середине в золотом маленьком щите красный крест»
.
2 августа 1811 года (ПСЗ № 24741) вместе с гербами Екатеринославского наместничества утверждена другая версия герба Таганрога:
"Таганрогский: В золотом верхнем поле жезл Меркуриев как принадлежность торговли. В нижнем отделении щита в зеленом поле якорь, а в черном сноп золотой, знаменующие мореходство и богатство той страны посредством отправляемого за море хлеба".

Герб Таганрога в 1859 году был перерисован, в соответствии с правилами геральдики добавили декор — Александровскую орденскую ленту: 
"В зеленом поле 2 серебряных пояса, сопровождаемых 6 золотыми византийскими монетами: 3, 2, 1."

### Советское время

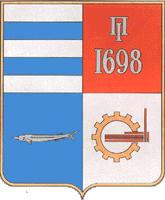
Герб Таганрога, 1966 г.

Был утверждён 22 декабря 1966 г. решением №45 городского Совета депутатов трудящихся города Таганрога.
Герб города во многом походит на учреждённый в 1808 году. Это сделано с таким расчётом, чтобы подчеркнуть преемственность в историческом развитии города. Двумя голубыми полосами на белом фоне в первой четверти щита символически изображены две великие русские реки: Волга и Миус - это один из географических признаков, использованных в гербе города. Во второй четверти щита в красном поле литера "П" и римская цифра "I" - это вензель имени создателя города Петра I. Здесь же ниже арабскими цифрами указана дата основания города - "1698". Второй символический признак города расположен в третьей четверти герба, - это Азовское море с его рыбными богатствами. Осётр на голубом поле герба - это символ Азовского моря. В четвёртой четверти изображены бронзовая шестерня и красный силуэт промышленного предприятия на белом фоне, символизирующие Таганрог как город высокоразвитой промышленности и прежде всего - машиностроения.

### Современность

Герб Таганрога, 1995 г.

24 февраля 1995 года Решением №114 городской Думы г.Таганрога герб 1808 года был восстановлен, а герб 1966 года - отменен. В п.3 "Положения о гербе города Таганрога", утвержденного данным Решением, было сказано:
"Герб города Таганрога представляет собой четверочастный геральдический щит с малым щитком в центре, в первом серебряном поле две голубые горизонтальные полосы, во втором пурпурном поле золотые вензель Петра I и дата: 1698, в третьем голубом поле серебряный осетр, в четвертом серебряном поле золотые два якоря накрест и на них - кадуцей, в центральном щитке - Красный крест".

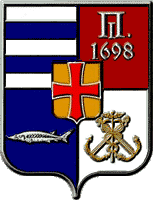
Герб Таганрога, 2002 г.

Решением Городской Думы города Таганрога № 329 от 25 июля 2002 года Положение о гербе Таганрога было утверждено в новой редакции. Решением №639 от 25 декабря 2003 года в Положение о гербе вносились дополнения, не касающиеся внешнего вида герба. По настоянию Геральдического совета при Президенте РФ был восстановлен серебряный цвет вензеля Петра I и уширенный крест в щитке (эти элементы не конкретизировались в описании 1808 года, но на утвержденном рисунке они были именно такими). Официальное описание герба изменилось:
"Щит четверочастный, с сердцевым щитком. В первой, серебряной части - две лазуревых (голубых) полосы. Во второй, пурпурной части - вензелевое имя Петра I в виде инициала П, сопровождающееся римской единицей внутри и точкой слева, и под ним надпись - 1698; все фигуры серебряные. В третьей, лазуревой части - серебряный осетр в пояс. В четвертом, серебряном поле - золотой кадуцей поверх двух положенных накрест золотых якорей (наподобие речных, с двумя лапами) того же металла. В золотом поле сердцевого щитка - червлёный вписанный уширенный крест"

## Интересные факты
- На гербе Таганрога, украшающем современный памятный знак «Шлагбаум» (обозначает дореволюционную границу Таганрога), вместо кадуцея располагается меч.[2].